# 草笛雅子
草笛 雅子（くさぶえ まさこ、1957年7月18日 - ）は、宝塚歌劇団娘役および劇団四季出身の女優。兵庫県神戸市、神戸北高等学校出身。宝塚歌劇団時代の愛称はまさこ、ブラッキー。現在の愛称は、まぁちゃん。
伯母は草笛美子。

## 略歴
1976年に宝塚音楽学校に首席で入学、1978年に卒業。同年、64期生として、宝塚歌劇団に入団し、『祭りファンタジー／マイ・ラッキー・チャンス』で初舞台。その後、雪組へ配属される。
1985年、宝塚歌劇団を退団。以降、劇団四季を経て舞台を中心に活動している。

## 主な舞台出演

### 宝塚歌劇団時代
- 『祭りファンタジー』/『マイ・ラッキー・チャンス』（1978年）
- 『若草物語』ジョー（1980年、宝塚バウホール）
- 『暁のロンバルディア』アンヌ（1981年、宝塚バウホール）
- 『かもめ翔ぶ海』新人公演：蔦吉（第2回・宝塚）/『サン・オリエント・サン』（1981年）
- 『ジャワの踊り子』アミナ（1982年）
- 『ジャワの踊り子』アミナ（1983年、中日劇場・全国ツアー）
- 『うたかたの恋』マリンカ、新人公演：マリー（第2回・宝塚）/『グラン・エレガンス』（1983年）
- 『ブルー・ジャスミン』ライラ/『ハッピーエンド物語』（1983年）
- 『風と共に去りぬ』スカーレットII、新人公演：スカーレット（第2回・宝塚、東京）（1984年）
- 『千太郎纏しぐれ』お市/『フル・ビート』（1984年）
- 『花夢幻』/『はばたけ黄金の翼よ』ロドミア（1985年）
- 『フロムハート物語』ローラ（1985年、宝塚バウホール）

### 劇団四季時代
- 『美女と野獣』ミセス・ポット/マダム・ブーシュ
- 『キャッツ』グリザベラ

### その他
- 『新・四谷怪談』（松井誠主演、2006年8月、明治座）
- NHK大阪児童劇団ミュージカル『生きていてこそ！』主演（2007年・2008年）
- 『くらわんか！』（松井誠主演、2007年1月、新歌舞伎座）
- 『さくら吹雪』（松井誠主演、2007年9月、明治座）
- 『乾いて候』（松井誠主演、2007年12月、新歌舞伎座）
- 『人形佐七捕物帳』（松井誠主演、2008年11月、新歌舞伎座）
- 『桜吹雪忠臣蔵』（松井誠主演、2008年12月、御園座）
- 『誠の意地悪バアさんVS唄子の新妻』（松井誠主演、2009年4月、明治座）
- 2010年8月、御園座、松井誠公演に出演
- 2010年9月、横浜関内ホール、シャンソンコンサート出演
- 『ジュビリーⅨ』（2011年1月14・15・16日、築地本願寺ブディストホール）
- 2011年11月、三田市ミュージカルゲスト出演(主演)
- 2011年11月、座スイングゲスト出演
- 2014年8月10日　朗読劇　『私は芝居がしたいの』出演　　宝塚文化創造館
- 2014年8月23･24日　ミュージカル・アドベンチャー『名探偵カッレくんの大冒険』出演　　ＮＨＫ大阪ホール

## ラジオ
ラジオ出演 ほかを記述
- 『生き直すパート3～理学療法士・砂川晴美～』

文化庁芸術祭参加作品FMシアター NHK